# Claraeola spargosis
Claraeola spargosis är en tvåvingeart som beskrevs av Skevington 2002. Claraeola spargosis ingår i släktet Claraeola och familjen ögonflugor.
Artens utbredningsområde är Queensland. Inga underarter finns listade i Catalogue of Life.